# Carmen se enamora
Carmen se enamora (カルメン純情す Karumen junjō su?) es una película de comedia japonesa de 1952 escrita y dirigida por Keisuke Kinoshita y protagonizada por Hideko Takamine y Toshiko Kobayashi. Es una secuela de la comedia Carmen vuelve a casa también de Kinoshita de 1951.

## Sinopsis
Carmen trabaja como bailarina de estriptis en Tokio y aparece en un espectáculo de variedades de la ópera Carmen, de Georges Bizet, mientras que su amiga Akemi se ha quedado con una hija recién nacida de su amante infiel, un activista de izquierdas. Para evitar que la niña tenga que criarse en circunstancias económicas precarias, Carmen y Akemi la dejan en la puerta de la familia de clase alta Sudō, pero pronto regresan para recuperarla. Carmen se enamora de Hajime, el hijo escultor de Sudō y un conocido mujeriego, y acepta su oferta de posar desnuda para él como un interés serio en ella. Mientras tanto, la prometida de Hajime, Chidori, tiene constantes discusiones con su madre, Kumako, una política de derechas, por la promiscuidad de Chidori. 
Cuando Carmen es despedida por negarse a realizar su espectáculo de estriptis delante de Hajime, Chidori y Kumako, a quienes vio entre el público, decide dedicarse al «arte serio» y toma clases de ballet con un grupo de niñas de seis años, mientras trabaja como modelo de publicidad para promocionar cremas para la piel y veneno para ratas. A diferencia de la criada de la familia Sudō, que pierde su trabajo después de enfrentarse a Kumako por su política a favor del rearme, Hajime acepta apoyar la campaña de su futura suegra por pura conformidad. 
Durante un discurso de la campaña de Kumako, un manifestante, que resulta ser el padre del hijo de Akemi, les grita a ella y a Hajime. Mientras Akemi le ruega a su avergonzado ex que vuelva con ella, Carmen lo ataca por su infidelidad. En la escena final, la criada, que ahora trabaja como limpiabotas, sacude la cabeza ante los resultados electorales que lee en un periódico, mientras la música de las marchas y los sonidos del campo de batalla ahogan el ruido de la calle.

## Elenco
- Hideko Takamine como Carmen
- Toshiko Kobayashi como Akemi
- Masao Wakahara como Hajime Sudō
- Chieko Higashiyama como criada
- Chikage Awashima como Chidori Satake
- Eiko Miyoshi como Kumako Satake
- Tatsuo Saitō como el padre de Hajime
- Sachiko Murase como la madre de Hajime
- Yūko Mochizuki

## Producción
Carmen se enamora fue la primera película de Kinoshita después de su estancia de nueve meses en Francia, donde conoció a su ídolo, el director René Clair. A diferencia de su predecesora, Carmen vuelve a casa, que se había filmado en color (lo que la convirtió en el primer largometraje en color de Japón), está película se filmó completamente en blanco y negro e hizo un uso extensivo de ángulos de cámara expresionistas.
El historiador de cine Alexander Jacoby calificó la película de «sátira inquietante y algo misantrópica» en contraste con el «humor tierno» de su predecesora. Donald Richie tenía una opinión diferente: aunque calificó a Carmen vuelve a casa como una «de las mejores comedias», vio a su sucesora como «la mayor [sátira] hecha en Japón».
Aunque todavía no está disponible en formato doméstico en los países de habla inglesa, Carmen se enamora se ha lanzado en DVD en Japón y en Austria.